# Friedrich Wilhelm von Thulemeier
Friedrich Wilhelm von Thulemeier (Berlijn, 9 november 1735 - 6 juli 1811 in Berlijn) was de zoon van Wilhelm Heinrich von Thulemeyer, een Pruisische minister en het petekind van Frederik Willem I van Pruisen. Hij was ambassadeur in de Republiek van 1763 tot 1788 en vervolgens minister van Justitie. De elegante Thulemeier was niet alleen een gepassioneerde schaakspeler, maar speelde ook klavecimbel. Van groot belang – ook vandaag nog – is zijn verzameling musicologische handschriften.

## Biografie
Oktober 1763 werd hij door Frederik de Grote als diplomaat naar de Republiek der Zeven Verenigde Nederlanden gestuurd, mogelijk in verband met de affaire rondom Leendert Pieter de Neufville, anderzijds met als opdracht een huwelijk te arrangeren tussen stadhouder Willem V en prinses Wilhelmina van Pruisen. Tussen 1765–1768 had hij een verhouding met een oudere Haagse dame genaamd Maria Mathilde van Assendelft. Thulemeyer bewoonde destijds een huis in de Assendelftstraat, niet ver van een theater.
Al voor 1782 had hij Agatha Theodora Geelvinck leren kennen. Begin augustus 1781 waren moeder en dochter weer terug in Den Haag, naar het schijnt afgehaald door de Pruisische ambassadeur Von Thulemeyer in zijn koets. Haar dochter, freule Constantia van Lynden van Hoevelaken was al geruime tijd in de publiciteit vanwege haar verhouding met stadhouder Willem V. De prins leek blij te horen dat er met behulp van Thulemeyer een huwelijk zou worden geregeld tussen de freule en Willem Anne de Constant Rebecque op een plek waar uit het zicht van het grote publiek kon worden getrouwd.
Volgens zeggen Thulemeyer had grote schulden opgebouwd, en had het advies gekregen een rijke vrouw te zoeken. Frederik de Grote verbood hem om met haar trouwen, want mogelijk kwam zijn onafhankelijkheid in gevaar. In Den Haag ging het verhaal dat de elegante Von Thulemeier een sleutel van haar huis had, gelegen naast de Franse ambassade en door haar werd onderhouden.
In januari 1783 raakte Wybo Fijnje in conflict met de Pruisische ambassadeur Von Thulemeier, die zich beledigd voelde door een artikel in de krant. Waarschijnlijk betrof het de bemoeienissen van Frederik de Grote met de stadhouder die in problemen was geraakt omtrent zijn juridische functie over het leger. Fijnje moest zijn tekst herroepen en verontschuldigingen aanbieden, toen Thulemeier bij de burgemeesters langs ging in Delft.
In 1784/85 was hij een van de architecten van de handelsrelatie tussen de Verenigde Staten en het koninkrijk Pruisen. Hij onderhandelde op 18 februari 1784 met John Adams. Dit betekende de erkenning van de VS door Pruisen. De Duitsers waren geïnteresseerd in tabak uit Virginia en in de export van porselein. Het Pruisische Emden en Stettin werden bestemd als vrijhaven.
In september 1785, na een voorval in Den Haag, dreigde de stadhouder in aanwezigheid van Thulemeyer en de prinses al zijn functies op te geven en het land te verlaten. De stadhouderlijke familie verliet de residentie en betrok na een rondreis door de noordelijke provincies het Oude Loo in Apeldoorn. Er werd druk diplomatiek overleg gevoerd met de Engelse diplomaat James Harris, graaf van Malmesbury. Op 27 augustus 1786 vond een belangrijke bijeenkomst plaats op het Loo, waar op aandrang van Harris werd besloten tot een militaire expeditie om de twee stadjes Elburg en Hattem tot gehoorzaamheid te dwingen. In augustus 1786 was Frederik de Grote gestorven en de nieuwe koning stuurde in oktober 1786 Johann Eustach of Görtz als buitengewoon gezant naar de Republiek. De stadhouderlijke familie was inmiddels verhuisd naar een onderkomen in Nijmegen, niet ver van de grens. Thulemeyer stelde voor dat de patriotten hun eisen zouden matigen en dat de exercitiegenootschappen zouden worden opgeheven. Ze zouden een Frans-Pruisische bemiddeling moeten accepteren, zodat de stadhouder vanuit Nijmegen kon terugkeren naar Den Haag.

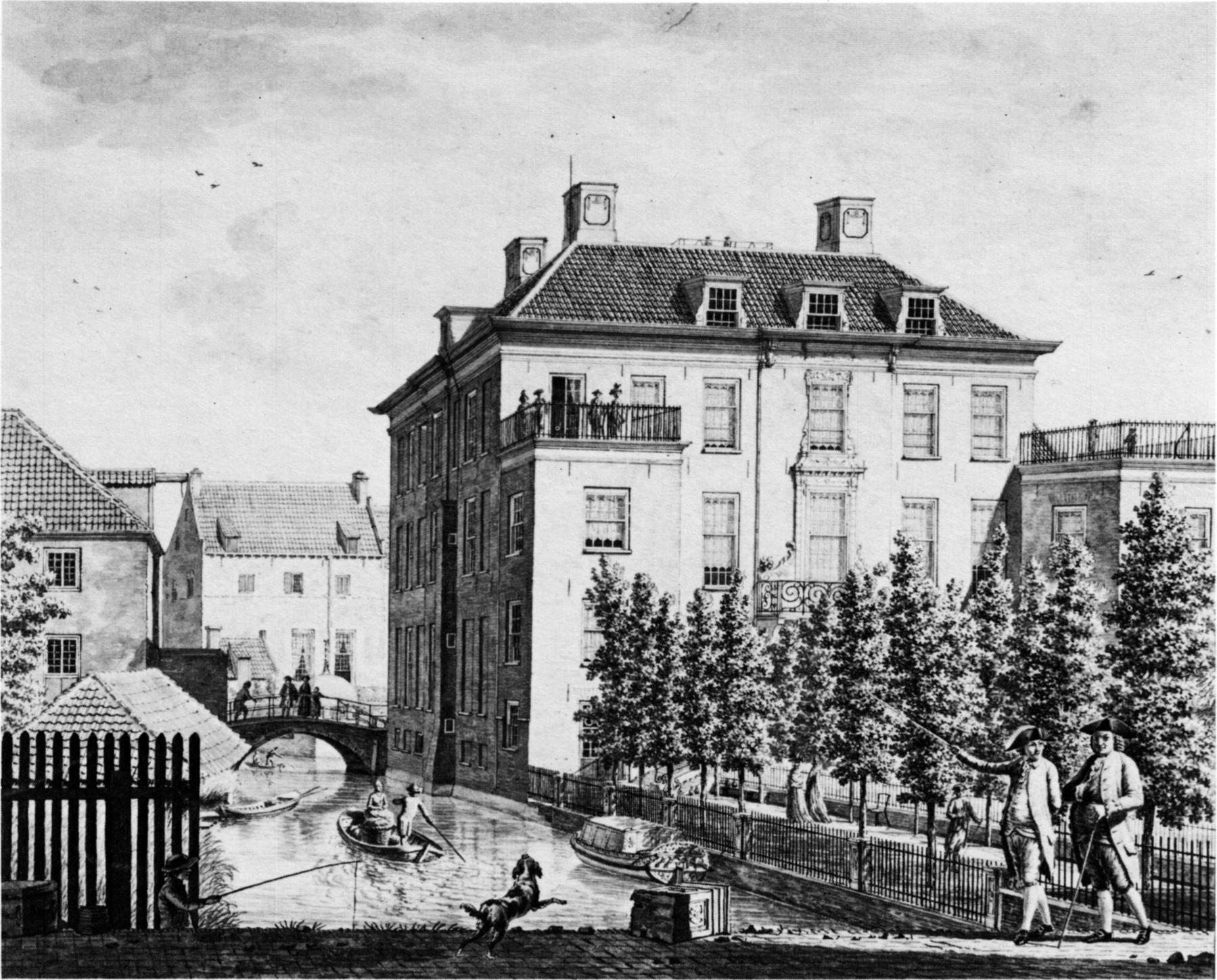
Het huis van Benjamin Cohen in Amersfoort, waar de stadhouder logeerde

In mei 1787 werd in het geheim een orangistische contra-revolutie voorbereid. De zaken hadden wat Harris betreft al veel te lang gesleept. In juni 1787 stuurde Harris Gijsbert Karel van Hogendorp voor overleg naar Amersfoort met prinses Wilhelmina van Pruisen en stadhouder Willem V over haar voorgenomen tocht naar Den Haag. Von Thulemeyer werd buiten het overleg gehouden. Op vrijdag 22 juni 1787 op de bijeenkomst in Amersfoort had de prinses voorgesteld, dat haar aanwezigheid in Den Haag de minderheid in de Staten van Holland ertoe kon brengen hun moed bijeen te rapen de prins een opdracht te vertrekken tot herstel van de orde in de provincie. De stadhouder wilde er in eerste instantie niets van weten, maar na consultatie en actie van de oranjegezinde Van Hogendorp, stemde hij toe. Op 28 juni 1787 trok de fiere prinses om 5.30 uur vanuit Nijmegen naar Den Haag, misschien als provocatie, maar naar haar eigen zeggen om aan de heersende onenigheid een einde te maken. De prinses werd 's middags om half vier bij Bonrepas aan de Vlist door een groepje van achttien vrijkorporisten van het Goudse vrijcorps aangehouden, een gebeurtenis die bekendstaat als "de aanhouding bij Goejanverwellesluis".
Dit incident vormde de directe aanleiding voor de inval van de Pruisen in de Republiek. Frederik Willem II van Pruisen schoot zijn zuster Wilhelmina te hulp en eiste genoegdoening (satisfactie) van het gewest Holland. Thulemeyer kreeg de opdracht het ultimatum van 10 september aan de Staten van Holland voor te leggen, die zoals bekend weigerde excuses aan te bieden. Nadat een groot leger onder leiding van de hertog van Brunswijk de rust herstelde in de rebellerende steden, keerde het stadhouderlijk paar terug naar 's-Gravenhage.
Begin 1788 werd Thulemeyer teruggeroepen door koning Frederik Willem II van Pruisen en is benoemd als minister van Justitie. C.P. von Alvesleben is als zijn opvolger benoemd in Den Haag. Hij kocht een landgoed in West-Pommeren, maar woonde in Berlin-Mitte. In 1807 werd hij ontslagen van zijn verplichtingen.
Thulemeyer is waarschijnlijk nooit gehuwd, maar zijn dochter uit een relatie met Eleanor Louise Busse erfde zijn titel. In zijn testament had hij bepaald dat zijn 4000 boeken en handschriften overdragen zouden moeten worden aan het Joachimstalschen gymnasium.

## Varia
- In de Tweede Wereldoorlog is het gymnasium verwoest en vervolgens geplunderd. Een aantal boeken en handschriften zijn bewaard gebleven en bevinden zich in de Pruisische Staatsbibliotheek. Interessant zijn de autografen van composities van Carl Philipp Emanuel Bach, Johann Joachim Quantz, Christoph Schaffrath, die hij kocht van Christoph Nichelmann.[19]
- Zijn correspondentie met John Adams, werd gepubliceerd in 1853.[20]
- Mémoire de Monsieur le Baron de Thulemeier, envoyé extraordinaire de Sa Majesté le Roi de Prusse, à ... les États-Généraux des Provinces-Unies des Pays-Bas. Mémoire ... à ... les États-Généraux des Provinces-Unies des Pays-Bas, 1784. Te Arnhem : by Van Bemmelen [etc.]
- Thulemeyer was op de hoogte met details uit het leven van Elisabeth Christine Ulrike van Brunswijk-Wolfenbüttel, die zwanger en verbannen werd.[9][21]

- Bibliothèque nationale de France: cb15713521b (data)
- Gemeinsame Normdatei: 117359602
- International Standard Name Identifier: 0000 0000 4895 1586
- Library of Congress Control Number: no2007113522
- Nationale Bibliotheek van Tsjechië: jo2017949962
- Nederlandse Thesaurus van Auteursnamen: 070669066
- Virtual International Authority File: 37691702
- WorldCat: E39PBJy8rTbD8vhVvPpG8vmTpP